# 三只羊乡
三只羊乡，是中华人民共和国广西壮族自治区河池市都安瑶族自治县下辖的一个乡镇级行政单位。

## 行政区划
三只羊乡下辖以下地区：
龙英村、花周村、上年村、龙防村、可力村、加荷村、丁峒村、鸡峒村、建良村、西隆村、上朝村、上远村、建高村和平花村。